# Чинечитта (станция метро)
Чинечитта́ — станция линии А римского метрополитена. Открыта в 1980 году.

## Окрестности и достопримечательности
Вблизи станции расположены:
- Виа Тусколана
- Киностудия Чинечитта
- Операционный центр и штаб-квартира в Италии American Express
- Департамент общественной безопасности Министерства внутренних дел Италии

## Наземный транспорт
Автобусы: 213, 502, 520, 789.